# Automotive Components Europe
Automotive Components Europe SA (ACE) – luksemburskie przedsiębiorstwo przemysłu metalowego notowane na Giełdzie Papierów Wartościowych w Warszawie. Jednostka dominująca grupy kapitałowej ACE Group, specjalizującej się w produkcji części do hamulców tarczowych.

## Struktura
ACE to spółka holdingowa, podmiot dominujący grupy, w skład której wchodzą spółki zależne:
- Fuchosa S.L. w Hiszpanii;
- EBCC sp. z o.o. we Wrocławiu;
  - EBCC Germany w Niemczech.

Automotive Components Europe SA jest wyłącznym właścicielem powyższych spółek.

## Działalność
Grupa ACE produkuje żeliwne jarzma i aluminiowe korpusy zacisków hamulcowych, stosowane w hamulcach tarczowych. Zaopatruje europejskie przedsiębiorstwa przemysłu samochodowego. Według własnych szacunków udział grupy w rynku jarzm w Europie wynosił w 2006 44%, a w rynku zacisków – 26%. Produkcja odbywa się w zakładach należących do polskiej spółki EBCC oraz hiszpańskiej Fuchosa. EBCC Germany nie prowadzi działalności operacyjnej.
Akcje Automotive Components Europe SA od 1 czerwca 2007 są notowane na Giełdzie Papierów Wartościowych w Warszawie.
W 2015 roku spółka została przejęta przez meksykańskie przedsiębiorstwo Grupo Industrial Saltillo. Po przymusowym wykupieniu akcji w grudniu 2015 roku, akcje spółki zostały wykluczone z giełdowego obrotu z dniem 16 lutego 2016 roku.

## Akcjonariat
Według danych z lutego 2008 największymi akcjonariuszami spółki są:
- EB Holding w Luksemburgu, posiadający 29,55% akcji i głosów na WZA;
- Casting Brake w Hiszpanii – 13,48%;
- AIG Towarzystwo Funduszy Inwestycyjnych SA – 7,04%;
- PKO/Credit Suisse Towarzystwa Funduszy Inwestycyjnych SA – 5,65%;
- Templeton Asset Management Ltd. – 5,30%;
- ING Nationale-Nederlanden Polska OFE – 5,20%.

Pozostali posiadają 33,78% akcji i głosów.